# مناظره سقط جنین
مناظره سقط جنین (به انگلیسی: Abortion debate) مناقشه‌ای دیرینه و در جریان است که جنبه‌های اخلاقی، قانونی، پزشکی، و مذهبی سقط جنین عامدانه را در بر می‌گیرد. در کشورهای انگلیسی‌زبان، این مناظره پیرامون دو جنبش که خود را «طرفدار انتخاب» و «طرفدار زندگی» می‌نامند، قطبی‌سازی می‌شود. طرفدار انتخاب بر حقّ یک زن در خودمختاری بدنی تأکید می‌کند، در حالی که موضع طرفدار زندگی استدلال می‌کند که یک جنین -فارغ از ارادهٔ مادرش- انسانی سزاوار حمایت قانونی است. رسانه‌های جریان اصلی این دو اصطلاح را جهت‌دار می‌دانند، و به‌طور کلّی اصطلاحاتی همچون «حقوق سقط جنین» یا «ضد سقط جنین» ترجیح داده می‌شود.
هریک از این دو جنبش در پی تأثیرگذاری بر افکار عمومی و کسب حمایت قانونی از موضع خود بوده‌اند، که به نتایج متفاوتی انجامیده‌است. بسیاری از کسانی که یک موضع را برمی‌گزینند، استدلال می‌کنند که سقط جنین اساساً یک مسئلهٔ اخلاقی مرتبط با آغاز تشخّص یک انسان، حقوق جنین، و تمامیت جسمانی است. این مناظره در برخی کشورها به یک موضوع سیاسی و حقوقی تبدیل شده‌است؛ پویش‌گرانِ ضدّ سقط در پی وضع، حفظ، و گسترش قوانین ضد سقط جنین هستند، در حالی که مبارزان حقوق سقط خواستار لغو یا تسهیل این‌گونه قوانین و گسترش دسترسی به روش‌های سقط می‌باشند. قوانین سقط جنین تفاوت قابل توجهی بین دستگاه‌های قضایی دارد، و از وضع ممنوعیت صریح بر روش‌های سقط تا تخصیص بودجه عمومی برای سقط را در بر می‌گیرد. در دسترس بودن سقط جنین ایمن نیز در سراسر جهان متفاوت است.

## بررسی اجمالی
در دوران باستان، مسائلی همچون سقط جنین و شیرخوارکُشی در بافتار تنظیم خانواده، انتخاب جنسیت فرزند، کنترل جمعیت، و حقوق مالیکت پدرسالار ارزیابی می‌شود. به‌ندرت نیز حقوق مادر آینده و بسیار کمتر از آن حقوق آن فرزند در نظر گرفته می‌شد. سپس تا به امروز، این بحث‌ها اغلب با طبیعت نوع بشر، وجود روح هنگامی که زندگی آغاز می‌شود، و آغاز تشخّص یک انسان مرتبط شده‌است.
مباحثه در مورد تشخّص فرضی جنین می‌تواند به‌وسیلهٔ وضعیت حقوقی فعلی کودکان پیچیده شود. یک جنین یا یک رویان مانند خردسالان در ایالات متحده از نظر قانونی یک «شخص» نیست، به سن بلوغ نرسیده و قادر به انعقاد قرارداد و شکایت‌کردن یا مورد شکایت قرار گرفتن نمی‌باشد. خردسالان از دههٔ ۱۸۶۰ میلادی به‌طور محدود در قانون توهین به شخص در بریتانیا از جمله ایرلند شمالی به عنوان شخص در نظر گرفته شدند، اگرچه این رویکرد به‌وسیلهٔ تعدیل قانونی ۱۹۶۷ سقط جنین در انگلستان، اسکاتلند و ولز تعدیل شد. علاوه بر این، دشواری‌های آمایه‌ای در فرض‌کردنِ جنین به‌عنوان «هدف اقدام مستقیم» وجود دارد. یک قاضی دادگاه عالی نیوجرسی چنین خاطرنشان کرده‌است: «اگر جنین یک شخص باشد، شخصی است در شرایط بسیار ویژه؛ به‌تمامی در بدن شخص بسیار بزرگ‌تر دیگری وجود دارد و معمولاً نمی‌تواند توسط دیگری هدف اقدام مستقیم قرار گیرد.» پیشنهادهایی در مناظرهٔ کنونی از ممنوعیت کامل روش‌های سقط جنین (حتی اگر برای نجات جان مادر ضروری باشد) تا قانونی‌سازی کامل با بودجهٔ عمومی متفاوت است.

## اصطلاحات
بسیاری از اصطلاحات به‌کاررفته در این مناظره، به‌عنوان چارچوب‌بندی سیاسی در نظر گرفته می‌شوند؛ اصطلاحاتی که برای معتبرسازی موضع خود در عین بی‌اعتبارکردن موضع مخالفین به کار می‌رود. برای نمونه، برچسب‌های «طرفدار انتخاب» و «طرفدار زندگی» به‌طور ضمنی به پشتیبانی از ارزش‌های گسترده‌پسندی همچون آزادی یا حق زندگی می‌پردازند، در حالی که این مناظره را تقابل «ضد انتخاب» یا «ضد زندگی» جلوه می‌دهند. برخی نیز اصطلاحاتی همچون «طرفدار سقط» را به کار می‌برند؛ در حالی که این اصطلاحات همیشه بازتاب‌دهندهٔ یک دیدگاه سیاسی یا در راستای این دوقطبی نیست. در یک داده‌خواهی از طرف مؤسسه دین‌پژوهی عمومی، از هر ده آمریکایی هفت نفر خودشان را «طرفدار انتخاب» توصیف کردند در حالی که تقریباً دو-سوم ایشان خود را «طرفدار زندگی» می‌دانستند. «مخالف بردگی» شناسهٔ دیگری در این مناظره است که به تلاش ضد برده‌داری در سدهٔ نوزدهم برمی‌گردد.
در مناظرهٔ سقط جنین، اغلب به حقوق جنین ، زن باردار ، یا دست‌اندرکاران دیگر استناد می‌شود که می‌تواند سردرگمی بیافریند؛ اگر نوع این حقوق (اعم از شهروندی، طبیعی، یا غیره) مشخص نباشد یا اگر به‌سادگی فرض شود که حقّ مورد استناد باید بر دیگر حقوق متعارض اولویت داشته باشد (مثالی از مصادره به مطلوب).
نام مناسب برای ارگانیسم انسانی قبل از تولّد نیز مورد مناقشه است. برخی طرفداران ضد سقط بر این نظر هستند که اصطلاحات پزشکی «رویان» و «جنین» انسان‌زدایانه است، در حالی که برخی طرفداران حقّ سقط اصطلاحات روزمره‌ای چون «کوچولو» و «کودک» را برانگیزانندهٔ احساسات می‌دانند.
برخی صاحب‌نظران استفاده از عبارت «کوچولو» برای توصیف ارگانیسم انسانی به‌دنیانیامده را بخشی از تلاش برای منتسب‌کردن عاملیت جانداری می‌دانند. انتساب عاملیت در خدمت ایجاد بیش‌تر تشخّص جنینی است.
کنشگران ضد سقط گهگاه در ارجاع به تعداد سقط‌های انجام‌شده در ایالات متحده از سال ۱۹۷۳، از عبارت «هلوکاست خاموش» استفاده می‌کنند.

## مناظره سیاسی
مناظرات دربارهٔ وسعت قوانین سقط فراوان است. بعضی از طرفداران حقوق سقط استدلال می‌کنند که دولت‌ها نباید برای سقط فراتر از دیگر اقدامات پزشکی قانون بگذارند. در هر دو سوی این مناظره، برخی استدلال می‌کنند که دولت‌ها باید مجاز باشند که سقط خودخواسته را بعد از ۲۰ هفتگی، زنده‌مانی جنین، یا سه‌ماهه دوم بارداری ممنوع کنند. برخی هم خواستار ممنوعیت تمام سقط‌ها از بدو لقاح هستند.

### حریم خصوصی
در ایالات متحده، این مناظره در قالب جنبه‌ای از حریم خصوصی مطرح شده‌است. اگرچه حق حریم خصوصی در بسیاری از قوانین اساسی دولت‌های مستقل به‌طور آشکار گفته نشده‌است، بسیاری از مردم آن را یکی از پایه‌های دموکراسی درست می‌بینند. به‌طور کلّی، حقّ حریم خصوصی را می‌توان متّکی بر قانون امنیت قضایی (Habeas corpus) یافت که به‌طور رسمی نخستین بار تحت فرمانروایی هنری دوم در انگلستان سدهٔ یازدهم بیان شد؛ هرچند پیشینه‌ای در قانون انگلوساسکونی دارد. این قانون حقّ آزادی از دخالت دلخواه حاکمیت را علاوه بر رویه عادلانه تضمین می‌کند. چنین فهمی از حقّ حریم خصوصی در تمام کشورهایی که از طریق اعلامیهٔ پذیرش از حقوق مشترک انگلستان اقتباس کرده‌اند، در جریان است.